# 189
| [ Edytuj tabelę ] |                                                              |
| Cesarz Chin       | - 168 Han Lingdi 189 - 189 Liu Bian 189 - 189 Han Xiandi 220 |
| Władca Korei      | - 179 Kogukch’ŏn 197                                         |
| Papież            | - 175 Eleuteriusz 189 - 189 Wiktor I 199                     |
| Król Partów       | - 147 Wologazes IV 191                                       |
| Cesarz Rzymu      | - 180 Kommodus 192                                           |

Rok 189 / CLXXXIX
stulecia: I wiek ~
II wiek ~
III wiek

lata: 179 «
184 «
185 «
186 «
187 «
188 «
189
» 190
» 191
» 192
» 193
» 194
» 199

## Wydarzenia
Azja
- 15 maja – Liu Bian cesarzem Chin.
- 24 września – Liu Bian uciekł ze stołecznego Luoyangu wobec zagrożenia zbrojnym przewrotem.
- 25 września – Dong Zhuo przejął kontrolę nad Luoyangiem.
- 28 września – Dong Zhuo ogłosił cesarzem Liu Xiana jako Han Xiandi.

Cesarstwo rzymskie
- Wiktor I został biskupem Rzymu tj. papieżem.

## Urodzili się
- 7 marca – Geta, syn Septymiusza Sewera, cesarz rzymski (zm. 212).

## Zmarli
- 13 maja – Han Lingdi, cesarz Chin
- po 28 września – He, chińska cesarzowa.
- Eleuteriusz, papież.